# Fehérfejű bíbic
A fehérfejű bíbic (Vanellus albiceps) a madarak osztályának  lilealakúak (Charadriiformes) rendjébe, ezen belül a lilefélék (Charadriidae) családjába tartozó faj.

## Rendszerezése
A fajt John Gould angol ornitológus írta le 1834-ben. Sorolják a Hoplopterus nembe Hoplopterus albiceps néven is.

## Előfordulása
Afrikában a Szahara alatti részeken honos. Természetes élőhelyei a mocsarak, tavak, folyók, patakok és szezonálisan elárasztott mezőgazdasági földterületek. Állandó, nem vonuló faj.

## Megjelenése
Testhossza 32 centiméter. Feje teteje és hasa fehér, háta világosbarna. Arca és nyaka kékesszürke színű, csőre két oldalán sárga bőrlebeny lóg.
|  |

## Életmódja
Rovarokkal táplálkozik, mint a lepkék, méhek, darazsak, sáskák és a hangyák, valamint puhatestűeket, rákféléket és kisebb halakat is fogyaszt.

## Szaporodása
Fészekalja 2-3 tojásból áll

## Természetvédelmi helyzete
Az elterjedési területe rendkívül nagy, egyedszáma pedig stabil. A Természetvédelmi Világszövetség Vörös listáján nem fenyegetett fajként szerepel.